# 吉樫村
吉樫村（よしかしむら）は、かつて新潟県古志郡にあった村。

## 沿革
- 1889年（明治22年）4月1日 - 町村制施行に伴い古志郡吉水村、上樫出村、下樫出村、二ツ郷屋村、山口村、山屋村、明戸村、巻淵村、原村、金沢村が合併し、吉樫村が発足。
- 1901年（明治34年）11月1日 - 古志郡五日町村、川谷村と合併し、下塩谷村となり消滅。